# Progress II
För andra betydelser, se Progress (olika betydelser).
Progress (Ryska: Прогресс) är en rysk (tidigare sovjetisk) forskningsstation i Larsemann Hills vid kusten av Prydz Bay i Antarktis. Den upprättades i april 1988, och flyttade i februari 1989 till en annan plats. Mellan 2000 och 2003 låg stationen i malpåse, men öppnades igen 2003. 
Det finns ett flygfält intill stationen. År 2004 inleddes arbetet med att göra stationen till en året-om-station. 2008 utbröt en brand på byggplatsen, där en arbetare miste livet, och två andra skadades allvarligt. Den nya byggnaden gick förlorad, kommunikationsutrustning och vetenskaplig utrustning förstördes. 2013 stod ändå den permanenta stationen färdig, utrustad med bland annat bastu och gym. 
Närmaste befolkade plats är Zhongshan Station, 0,51 km söder om Progress Station.